# خاستگاه کشاورزی در جهان

بر اساس دی‌ان‌ای ۴۴ انسان در هلال حاصلخیز (به رنگ سبز در تصویر)، دانشمندان محل زیست پیشگامان کشاورزی جهان را یافته‌اند.

زرتشتیان ایران هنوز دارای دی‌ان‌ای پیشینیان کشاورز خود در ۱۲۰۰۰ سال پیش هستند.

کشاورزان امروز ایران در کوه‌های زاگرس، یکی از دو نقطه جهان که سپیده‌دم کشاورزی در آنجا دمیده‌است.

خوشه‌های گندم قرمز که در دامنه‌های زاگرس کشت می‌شده‌است.

خاستگاه کشاورزی در جهان در دو ناحیه در آسیای غربی قرار دارد. کشاورزی در این دو ناحیه، مستقل از هم تکوین یافته‌است و سپس به اروپا، آفریقا و دیگر نقاط در آسیا گسترش یافته‌است. انقلاب نوسنگی، در ایران، در شرق هلال حاصلخیز و در غرب آن، ارمنستان، ترکیه، اسرائیل، اردن، سوریه و لبنان امروزی شکل گرفته‌است.

## گذار از شکارچی-جمع‌آوری کننده
انقلاب نوسنگی که با دمیده شدن سپیده کشاورزی در جهان مشخص می‌شود، از مهم‌ترین دوره‌های تاریخ بشر بوده‌است، برای نخستین بار در این نواحی شکل گرفته‌است. در این انقلاب، انسان‌ها از مرحلهٔ شکار و جمع‌آوری دانه‌های گیاهان وحشی، به کشاورزی و اهلی‌گری پرداختند و یکجانشین شدند. پیشگامان کشاورزی جهان، هزاران سال پیش، به کشت نخستین محصولات کشاورزی دست زدند و به اهلی کردن گوسفند و دیگر حیوانات پرداختند.

## ژنتیک سخن می‌گوید
به نقل از مجله نیچر، مطالعه ۴۴ ژنوم انسان، گواه باستان‌شناختی است که نشان‌دهندهٔ دو گروه متمایز جمعیتی در هلال حاصلخیز است. این دو گروه متمایز مردم، دو بار انقلاب کشاورزی را مستقل از هم، حدود ۱۲٬۰۰۰ تا ۸٬۰۰۰ سال پیش به انجام رساندند و سپس این فناوری را به دیگر نقاط جهان تسری دادند.
نمونه‌های ژنتیک یافت شده، مربوط به اسکلت‌هایی است که از ۱۲۰۰۰ سال تا ۱۴۰۰ سال پیش از میلاد در این نواحی بدست آمده‌است. این اسکلت‌ها از دوره پیش از انقلاب نوسنگی تا عصر برنز را دربرمی‌گیرد.

## یافته‌ها
برای درک چگونگی گذار به کشاورزی در نقاط مختلف جهان، بررسی ژنتیکی جمعیت‌های کشاورز نخستین در سپیده‌دم کشاورزی در ۱۲۰۰۰ تا ۸۰۰۰ سال پیش، نشان دهندهٔ سه گروه متمایز جمعیتی در هلال حاصلخیز است. در ایران، اسرائیل و اردن در دو کرانهٔ هلال حاصلخیز که اخیراً مطرح شده‌است و در آناتولی یا ترکیه امروزی که پیشتر ذکر شده بود. جمعیت آناتولی به اروپای غربی، جمعیت اردن و اسرائیل به شرق آفریقا و مردمان ایران به استپ‌های روسیه و قزاقستان و از آنجا به جنوب آسیا مهاجرت کرده‌اند.
تحقیقات انجام شده نشان می‌دهد که ژنوم کشاورزان نخستین در زاگرس ایران، و اردن و اسرائیل، پیشینیان اصلی مردمان آسیای جنوبی امروزی و نیز مردم اطراف دریای اژه را نمایندگی می‌کند. مردمان مذکور، حدود ۸۰۰۰ سال پیش به اروپا مهاجرت کردند. گروه زرتشتیان ایرانی، به دلیل اختلاط کمتر با دیگر مردمان، دی‌ان‌ای پیشینیان زاگرس‌نشین خود را بیش از همه حفظ کرده‌اند.
دی‌ان‌ای مردم افغانستان و پاکستان نیز از این میراث کشاورزان نخستین ایرانی بهره برده‌است.
به نقل از مجله ساینس، دی‌ان‌ای کشاورزان نخستین آناتولی غربی، پیشینیان بی‌واسطهٔ کشاورزان نخستین اروپایی می‌باشند.
به نقل از مجله نیچر، مردم ایران با مهاجرت به استپ‌های اوراسیا از سویی، و مهاجرت به شرق، هند و پاکستان، از سوی دیگر، کشاورزی را گسترش دادند. گروه دوم مردمان جنوب هلال حاصلخیز، با مهاجرت به شرق آفریقا، کشاورزی را گسترش دادند.
یافته‌های تیم تحقیقاتی، نشانگر تفاوت‌های متمایز و برجسته، بین گروه مردمان ایران در دامنه‌های زاگرس و مردمان گروه دوم در اسرائیل و اردن است. به گفتهٔ راجر متیو، مسئول تیم پروژه باستان‌شناسی زاگرس مرکزی در ایران، این دو گروه مردم، در فاصله دو هزار کیلومتری از یکدیگر، مستقلاً از نقش خود به مثابه شکارچی-جمع‌آوری‌کننده در مرحله پیش از دوره نوسنگی، جداگانه و مستقل از یکدیگر رشد کرده‌اند و با انقلاب نوسنگی، به کشاورزی، اهلی‌گری و یکجانشینی پرداخته‌اند. (همان‌جا)

## تغذیه متفاوت دو گروه
هر یک از این دو گروه، محصولات و دام‌های خود را داشتند. در زاگرس پرورش بز و کشت نوعی گندم (به انگلیسی: emmer) قرمز با نام جو شیطان، شعیر ابلیس (triticum diccocum) داشته‌اند. در حالی که گروه دوم، جو و گندم کشت می‌کردند.